# Lieja-Bastoña-Lieja 2017
La 103.ª edición de la clásica ciclista Lieja-Bastoña-Lieja se celebró en Bélgica el 23 de abril de 2017 sobre un recorrido de 258 kilómetros.
La carrera además de ser la tercera y última de la clásica de las Ardenas, formó parte del UCI WorldTour 2017, siendo la decimoctava competición del calendario de máxima categoría mundial.
La carrera fue ganada por cuarta vez por el corredor español Alejandro Valverde del equipo Movistar,  en segundo lugar Daniel Martin (Quick-Step Floors) y en tercer lugar Michał Kwiatkowski (Team Sky).
Alejandro Valverde también dedicó su triunfo al fallecido ciclista Michele Scarponi ya que eran grandes amigos, el ciclista español cruzó la línea de meta con los brazos en alto señalando al cielo y recordando así al italiano. Además, Valverde expresó en la conferencia de prensa que los premios de esta victoria irán íntegramente para su familia.

## Recorrido
El recorrido es muy similar a la edición anterior pero suprimiendo las cotas de Côte de Wanne, Côte de la Haute-Levée y adicionando las nuevas cotas de Côte de Pont, Côte de Belevaux y la Côte de la ferme Libert. El recorrido inició en el municipio francófono de Lieja en Bélgica, muy cerca de las fronteras con Alemania y Países Bajos, siguiendo un recorrido con 10 cotas a través de toda la provincia de Lieja y finalizando en la municipalidad de Ans.
| 1  | Côte de la Roche-en-Ardenne  | 2800 | 6,2 %  | 70    |
| 2  | Côte de Saint-Roch           | 1000 | 11,2 % | 116   |
| 3  | Côte de Pont                 | 1000 | 10,5 % | 168   |
| 4  | Côte de Bellevaux            | 1100 | 6,8 %  | 172   |
| 5  | Côte de la Ferme Libert      | 1200 | 12,1 % | 180   |
| 6  | Col du Rosier                | 4400 | 5,9 %  | 198   |
| 7  | Côte du Maquisard            | 2500 | 5 %    | 211   |
| 8  | Cota de La Redoute           | 2000 | 8,9 %  | 222,5 |
| 9  | Côte de la Roche aux faucons | 1300 | 11 %   | 239   |
| 10 | Côte de Saint-Nicolas        | 1200 | 8,6 %  | 252,5 |

## Equipos participantes
Tomaron parte en la carrera 25 equipos: 18 de categoría UCI WorldTour 2017 invitados por la organización; 7 de categoría Profesional Continental. Formando así un pelotón de 200 ciclistas de los que acabaron 153. Los equipos participantes fueron:
| WorldTeams (18)- AG2R La Mondiale - Astana - Bahrain-Merida - BMC Racing Team - Bora-Hansgrohe - Cannondale-Drapac - Dimension Data - FDJ - Katusha-Alpecin - Lotto NL-Jumbo - Lotto-Soudal - Movistar Team - Orica-Scott - Quick-Step Floors - Sky - Team Sunweb - Trek-Segafredo - UAE Team Emirates Equipos continentales profesionales (7)- Aqua Blue Sport - Cofidis, Solutions Crédits - Direct Énergie - Roompot-Nederlandse Loterij - Sport Vlaanderen-Baloise - WB-Veranclassic-Aqua Protect - Wanty-Groupe Gobert |
| |

## Clasificaciones finales
- Las clasificaciones finalizaron de la siguiente forma:[9]

### Clasificación general
| \| Clasificación general \| Clasificación general \| Clasificación general \| Clasificación general \| Clasificación general \| \| Ciclista \| Ciclista \| Equipo \| Tiempo \| \| \| --------------------- \| --------------------- \| -------------------------- \| --------------------- \| --------------------- \| \| 1.º \| Alejandro Valverde \| Movistar Team \| 6 h 24 min 27 s \| \| \| 2.º \| Daniel Martin \| Quick-Step Floors \| + 0 s \| \| \| 3.º \| Michał Kwiatkowski \| Team Sky \| + 3 s \| \| \| 4.º \| Michael Matthews \| Team Sunweb \| + 3 s \| \| \| 5.º \| Ion Izagirre \| Bahrain-Merida \| + 3 s \| \| \| 6.º \| Romain Bardet \| AG2R La Mondiale \| + 3 s \| \| \| 7.º \| Michael Albasini \| Orica-Scott \| + 3 s \| \| \| 8.º \| Adam Yates \| Orica-Scott \| + 7 s \| \| \| 9.º \| Michael Woods \| Cannondale-Drapac \| + 7 s \| \| \| 10.º \| Rafał Majka \| Bora-Hansgrohe \| + 7 s \| \| \| 11.º \| Greg Van Avermaet \| BMC Racing Team \| + 7 s \| \| \| 12.º \| Domenico Pozzovivo \| AG2R La Mondiale \| + 7 s \| \| \| 13.º \| Sergio Luis Henao \| Team Sky \| + 7 s \| \| \| 14.º \| Rui Alberto Costa \| UAE Team Emirates \| + 10 s \| \| \| 15.º \| Jakob Fuglsang \| Astana \| + 10 s \| \| \| 16.º \| Fabio Felline \| Trek-Segafredo \| + 14 s \| \| \| 17.º \| Rudy Molard \| FDJ \| + 14 s \| \| \| 18.º \| Julien Simon \| Cofidis, Solutions Crédits \| + 14 s \| \| \| 19.º \| Jelle Vanendert \| Lotto-Soudal \| + 14 s \| \| \| 20.º \| Patrick Konrad \| Bora-Hansgrohe \| + 14 s \| \| |                    |                            |                 |
| |                    |                            |                 |
| Fuente: ProCyclingStats |                    |                            |                 |
| Clasificación general |                    |                            |                 |
| Ciclista | Ciclista           | Equipo                     | Tiempo          |
| 1.º | Alejandro Valverde | Movistar Team              | 6 h 24 min 27 s |
| 2.º | Daniel Martin      | Quick-Step Floors          | + 0 s           |
| 3.º | Michał Kwiatkowski | Team Sky                   | + 3 s           |
| 4.º | Michael Matthews   | Team Sunweb                | + 3 s           |
| 5.º | Ion Izagirre       | Bahrain-Merida             | + 3 s           |
| 6.º | Romain Bardet      | AG2R La Mondiale           | + 3 s           |
| 7.º | Michael Albasini   | Orica-Scott                | + 3 s           |
| 8.º | Adam Yates         | Orica-Scott                | + 7 s           |
| 9.º | Michael Woods      | Cannondale-Drapac          | + 7 s           |
| 10.º | Rafał Majka        | Bora-Hansgrohe             | + 7 s           |
| 11.º | Greg Van Avermaet  | BMC Racing Team            | + 7 s           |
| 12.º | Domenico Pozzovivo | AG2R La Mondiale           | + 7 s           |
| 13.º | Sergio Luis Henao  | Team Sky                   | + 7 s           |
| 14.º | Rui Alberto Costa  | UAE Team Emirates          | + 10 s          |
| 15.º | Jakob Fuglsang     | Astana                     | + 10 s          |
| 16.º | Fabio Felline      | Trek-Segafredo             | + 14 s          |
| 17.º | Rudy Molard        | FDJ                        | + 14 s          |
| 18.º | Julien Simon       | Cofidis, Solutions Crédits | + 14 s          |
| 19.º | Jelle Vanendert    | Lotto-Soudal               | + 14 s          |
| 20.º | Patrick Konrad     | Bora-Hansgrohe             | + 14 s          |

## UCI World Ranking
La Lieja-Bastoña-Lieja otorga puntos para el UCI WorldTour 2017 y el UCI World Ranking, este último para corredores de los equipos en las categorías UCI ProTeam, Profesional Continental y Equipos Continentales. Las siguientes tablas son el baremo de puntuación y los corredores que obtuvieron puntos:
| Posición   | 1º  | 2º  | 3º  | 4º  | 5º  | 6º  | 7º  | 8º  | 9º  | 10º |
| Puntuación | 500 | 400 | 325 | 275 | 225 | 175 | 150 | 125 | 100 | 85  |

| 1.º  | Alejandro Valverde | Movistar          | 500 |
| 2.º  | Daniel Martin      | Quick-Step Floors | 400 |
| 3.º  | Michał Kwiatkowski | Sky               | 325 |
| 4.º  | Michael Matthews   | Sunweb            | 275 |
| 5.º  | Ion Izagirre       | Bahrain Merida    | 225 |
| 6.º  | Romain Bardet      | Ag2r La Mondiale  | 175 |
| 7.º  | Michael Albasini   | Orica-Scott       | 150 |
| 8.º  | Adam Yates         | Orica-Scott       | 125 |
| 9.º  | Michael Woods      | Cannondale-Drapac | 100 |
| 10.º | Rafał Majka        | Bora-Hansgrohe    | 85  |